# オリヴァー・フランクス
フランクス男爵オリヴァー・シューエル・フランクス (Oliver Shewell Franks, Baron Franks) 、OM、GCMG、KCB、CBE、DL（1905年2月16日 – 1992年10月15日）は、イギリスの官僚、哲学者である。「戦後世界の創始者の1人」と言われた。
フランクスは、第二次世界大戦後の英国復興に関与した。ナイトに叙されたオリヴァー卿は、1948年から1952年まで駐米大使を務めた。彼は大使として、英米両国の関係を強化した。1962年5月10日オックスフォード郡ヘディングトンのフランクス男爵として、一代貴族に叙された。
フランクス卿は当時の政府から重要問題の議長を務めるようしばしば要請され、フォークランド紛争直後の報告で最も知られる。同報告は、マーガレット・サッチャー首相と彼女の政府に掛けられた、アルゼンチンの侵攻の兆候を見逃したとの嫌疑を晴らした。

## 生涯

### 生い立ち
フランクスは、ブリストル・グラマー・スクールとオックスフォード大学クィーンズ・カレッジで教育を受け、オックスフォード大学の研究者やウスター・カレッジの学長になった。彼は道徳哲学の教育を受け、1936年から1946年にかけてグラスゴー大学の道徳哲学の教授を務めた。
1931年にバーバラ・タナー (Barbara Tanner) と結婚した。彼女は3人の娘を産み、1987年に死去した。

### 第二次世界大戦
彼は大戦初期に軍需省に入り、1945年には事務次官に昇進した。戦時中、ダンケルク撤退後兵站を復旧し、また大西洋での戦闘による損失から兵站を復旧して名声を獲得した。戦後、軍需省の事務次官となり、「戦時と平時における中央企画管理」と題する講義を行った。

### 戦後の活動
フランクスは自由党員であり、クレメント・アトリーの有力な支持者であった。彼は、アーネスト・ベヴィンの賞賛を受けた。彼は、ウィンストン・チャーチルやネルーと頻繁に会談した。母校クイーンズ・カレッジの学長を務めた後、1947年、ジョージ・マーシャルによる援助の提案に関する欧州の会議における英国代表団を率いるようベヴィンから要請を受けた。彼は北大西洋条約機構 (NATO) 設立を助け、欧州経済協力機構の議長となった。また、キム・フィルビー、ガイ・バージェス、ドナルド・マクリーンを幾度も補佐役として抱えるという、怪しいところがあった。
1948年に駐米大使となった。着任したばかりの頃、ちょっとした恥ずかしい出来事があった。1948年に、ワシントンのラジオ局が米国首都に駐在する各国大使と連絡を取り、各自がクリスマスに何を最も望んだか尋ねたことがあった。フランス大使は、世界平和を望むと語った。ロシア大使は、帝国主義に隷属する人々全ての自由を望んだ。フランクスは質問の意図を取り違え、こう言った。「尋ねてくれてありがとう。私は、箱いっぱいの果物の砂糖漬けが欲しい」。
ワシントンからイングランドに帰国した彼は、1954年から1962年までロイズ銀行の会長職にあったが、1975年まで取締役に留まった。また1960年から1962年まで、フレンズ・プロヴィデント社の会長を務めた。

### 晩年
フランクスは、1954年にBBCの番組「リース・レクチャーズ」を担当した。「英国と世界情勢の潮流」と題する6本のシリーズ番組において、彼は戦後の政治情勢を調査し、変わりつつある英国と世界との政治的関係について考察した。1960年のオックスフォード大学学長選挙では、ハロルド・マクミランに肉薄する次点となった。獲得票数は、マクミランが1,697票、フランクスが1,607票であった。1964年から1965年までオックスフォード大学の調査委員会委員長を、また1965年から1984年までイースト・アングリア大学の学長を務めた。
1982年、77歳の時に、フォークランド紛争へと繋がる諸事象を指揮した。オックスフォード病院連合、ウェルカム・トラスト、行政問題委員会、栄典調査委員会、ケネディ大統領記念委員会、ローズ・トラスト、ロックフェラー財団の長であった。1942年に大英帝国勲章を、1946年にバス勲章を、1952年に聖マイケル・聖ジョージ勲章を受章。1978年にオックスフォードシャーの地方副長官となった。1962年にフランクス男爵として一代貴族に叙され、1977年にメリット勲章を受章。87歳で死去した。